# Jylland mellem tvende Have (dokumentarfilm)
|  | Denne artikel er oprettet af botten Steenthbot ud fra en ekstern database. Den kan derfor have sproglige fejl eller mangler. Denne skabelon kan fjernes efter kontrol af indholdet. |

Jylland mellem tvende Have er en dansk dokumentarisk optagelse fra 1941.

## Handling
Diverse optagelser fra egnen omkring Kolding, Fredericia, Vejle, Horsens og Vejen, muligvis fraklip eller ekstraoptagelser til en anden film: Monumentet Den tapre landsoldat i Fredericia. 

En ruin - Koldinghus. Blomstrende frugttræer. Jellingstenene. Bøgeskov i Vejle. Jørgensens Hotel i Horsens. Flere blomstrende frugttræer og bøgeskov. Optagelser fra Askov Højskole.